# Burmorussus mirabilis
Burmorussus mirabilis — викопний вид перетинчастокрилих комах, єдиний у родині Burmorussidae. Описаний у 2020 році. Тіло комахи знайдено у бірманському бурштині. Вид існував у пізній крейді, приблизно 99-92 млн років тому.

## Опис
Довжина тіла 2,5 мм. Вусики складаються з 12 члеників. Фасеточні очі великі, займають половину голови. Розвинена оцеллярна корона. Ширина голови 0,66 мм, висота — 0,68 мм; око — 0,43 мм, довжина вусика 1,2 мм, довжина грудей 0,7 мм, довжина черевця 1,4 мм; довжина переднього крила 1,8 мм, ширина 0,73 мм; довжина заднього крила 1,5 мм, ширина 0,36 мм.

## Класифікація
Вид схожий на представників родин Karatavitidae, Orussidae та Paroryssidae, але відрізняється від них кількістю члеників антени, місцем прикріплення вище кліпеуса, витягнутим постепістерном, що розділяє середні і задні тазики, і жилкуванням переднього крила. Тому вид віднесли до монотипової родини Burmorussidae у складі надродини Orussoidea.